# آرامگاه پیرشاه عباس خور
مقبره پیرشاه عباس خور مربوط به دوره صفوی است و در لار، مقابل شهرداری، میان قبرستان واقع شده و این اثر در تاریخ ۱۹ مرداد ۱۳۸۴ با شمارهٔ ثبت ۱۲۷۵۹ به‌عنوان یکی از آثار ملی ایران به ثبت رسیده است.